# Alter Jüdischer Friedhof an der Oberstraße

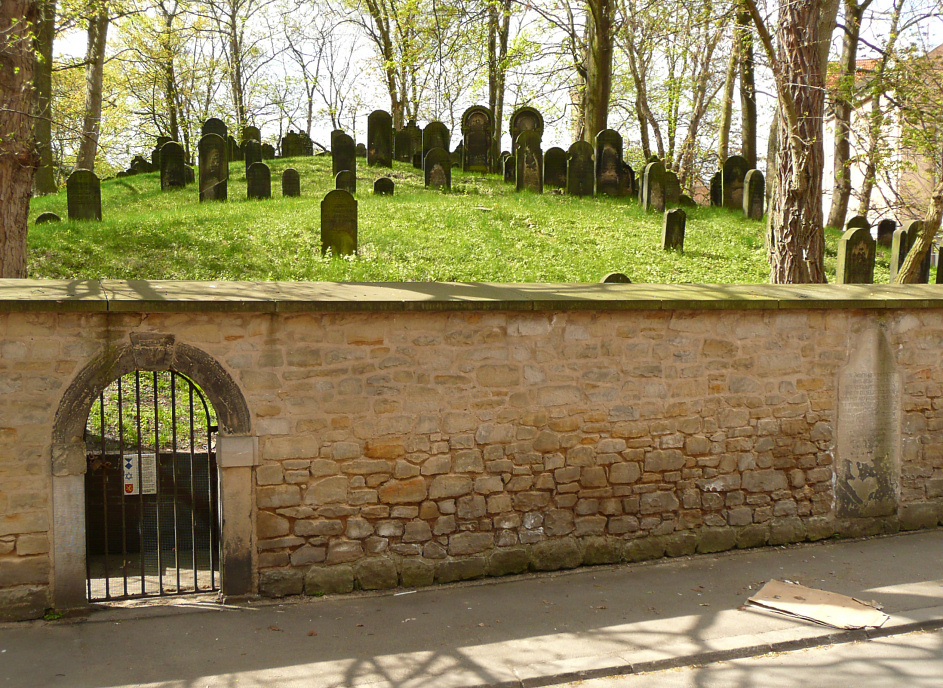
Friedhofseingang mit dem Schutzstein in der Mauer rechts

Der Alte Jüdische Friedhof an der Oberstraße in Hannover ist der älteste erhaltene jüdische Friedhof in Norddeutschland. Er befindet sich in der Nordstadt auf einem von einer hohen Mauer umgebenen Dünenhügel. Der Friedhof wurde um 1550 angelegt und diente bis 1864, dem Jahr der Eröffnung des Jüdischen Friedhofs An der Strangriede, als Begräbnisstätte der hannoverschen Juden. Mit seinen etwa 700 erhaltenen Grabsteinen ist er ein bedeutender historischer Ort für die Geschichte der hannoverschen Juden.

## Geschichte

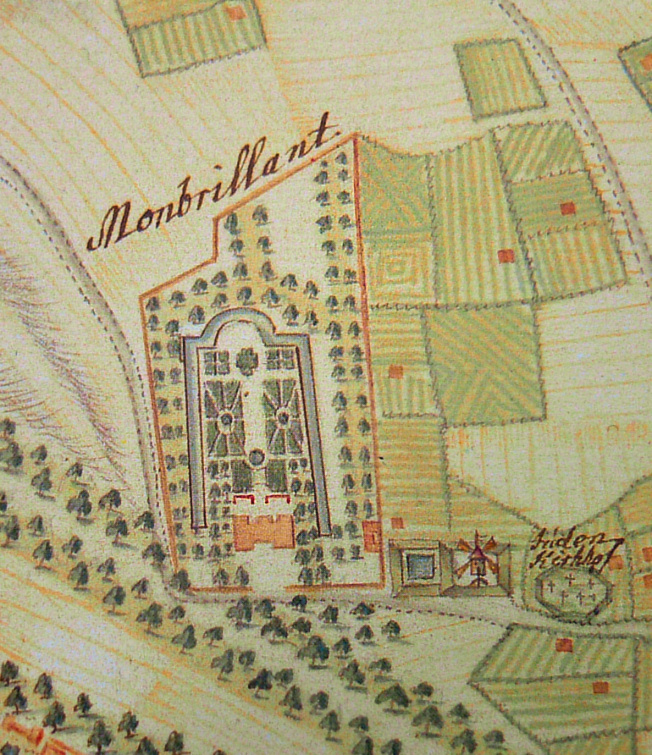
Lage des Friedhofshügels rechts neben dem Schloss Monbrillant, 1763

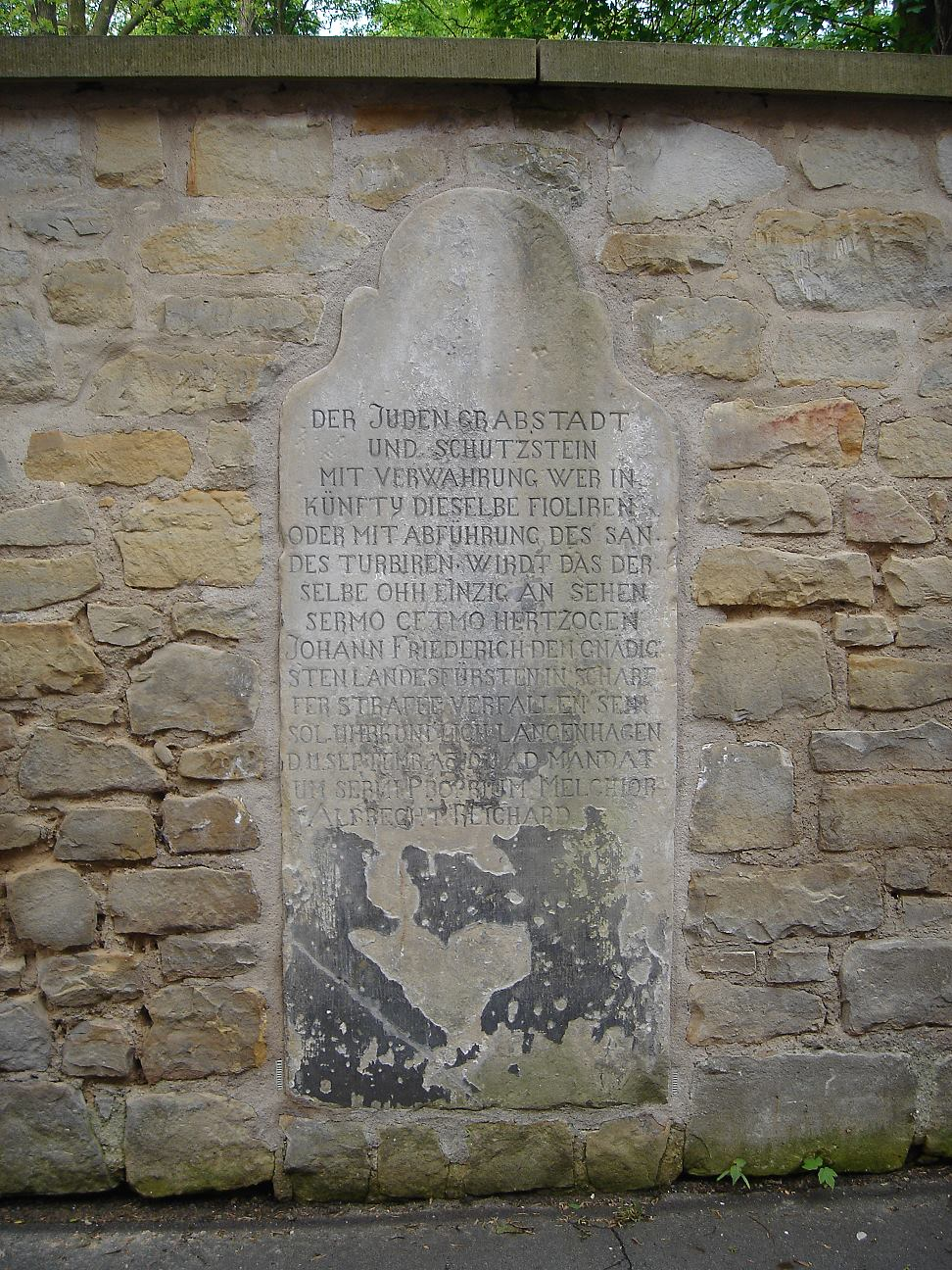
Schutzstein in der Friedhofsmauer mit der Inschrift des Schutzbefehls

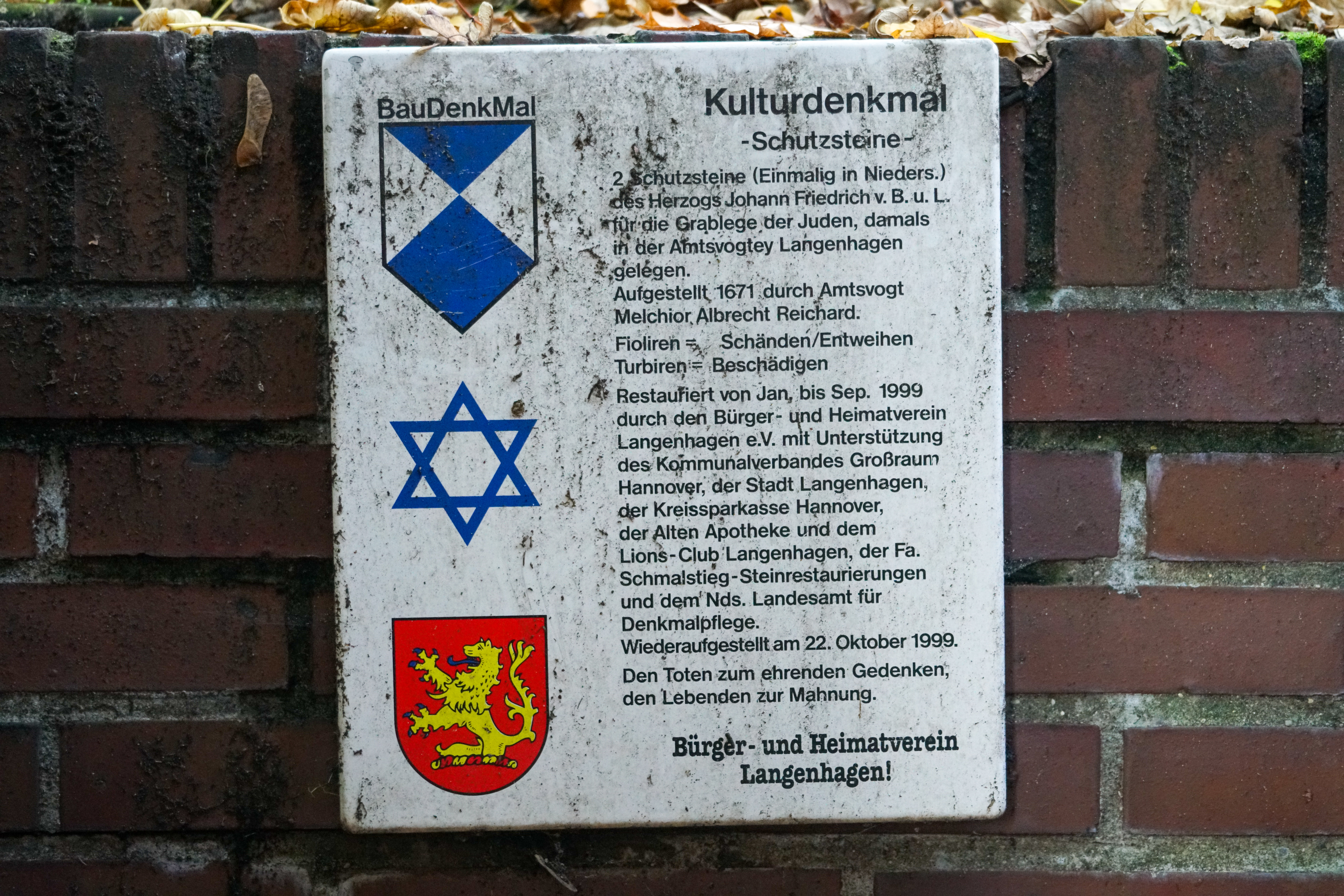
Tafel vom Bürger- und Heimatverein Langenhagen mit Erläuterung der restaurierten und am 22. Oktober 1999 wiederaufgestellten Schutzsteine

Ähnlich der sandenen Anhäufung des Glockenberges in Marienwerder erhebt sich in der hannoverschen Nordstadt eine bis auf 61,9 Meter über Normalnull ansteigende Binnendüne bis beinahe 10 Meter über die ebene Talsand- und Niederterrassenfläche der Leine. Auf der Düne, die die kleine jüdische Gemeinde erworben hatte, wurde etwa um die Mitte des 16. Jahrhunderts nordwestlich der Stadt Hannover der Jüdische Friedhof angelegt. Zunächst war er nur von einer Hecke umgeben. Wegen der häufigen Grabschändungen durch Fuhrleute, die illegal Sand des Hügels abfuhren, erhielt die Gemeinde 1671 einen Schutzbefehl. Der Wortlaut dieses Schriftstückes, das der Amtsvogt des Amtes Langenhagen ausgestellt hatte, findet sich auf einer Steintafel am Friedhof (zweifach erhalten). Er warnt davor, „der Juden Grabstadt … (zu) fiolieren und zu turbieren“ (zu beschädigen oder zu stören).
1740 wurde der Friedhof erweitert und erhielt eine Mauer. Der älteste erhaltene Grabstein auf dem Friedhof, der durch mehrere Bestattungsschichten noch erhöht wurde, stammt von 1654 (Salomon Gans), der letzte aus dem Jahre 1866 für den Bankier Adolph Meyer. Der Friedhof wurde 1864 nach Eröffnung des Jüdischen Friedhofs An der Strangriede geschlossen. Er birgt die Grabstätten bedeutender jüdischer Persönlichkeiten aus dem Hannover der Frühen Neuzeit, darunter auch die Vorfahren des Dichters Heinrich Heine.
Der Friedhof an der Oberstraße überstand auch die Zeit des Dritten Reichs ohne wesentliche Schäden.

## Inschrift der Schutzsteine
DER JUDEN GRABSTADT
UND SCHUTZSTEIN
MIT VERWAHRUNG WER IN
KÜNFTEN DIESELBE FIOLIREN
ODER MIT ABFÜHRUNG DES SAN-
DES TURBIREN WIRDT DAS DER-
SELBE OHN EINZIG AN SEHEN
SERMO CETMO HERTZOGEN
JOHANN FRIEDRICH DEN GNÄDIG-
STEN LANDESFÜRSTEN IN SCHARF-
FER STRAFFE VERFALLEN SEIN
SOL UHRKUNDLICH LANGENHAGEN
D. 11. SEPTEMB. Ao. 1671 AMANDAT
UM SERMI PROPRIUM MELCHIOR
ALBRECHT REICHARD
(SERMO = Serenissimo; CETMO: Vorlage verschrieben für CELSO = Celsissimo)

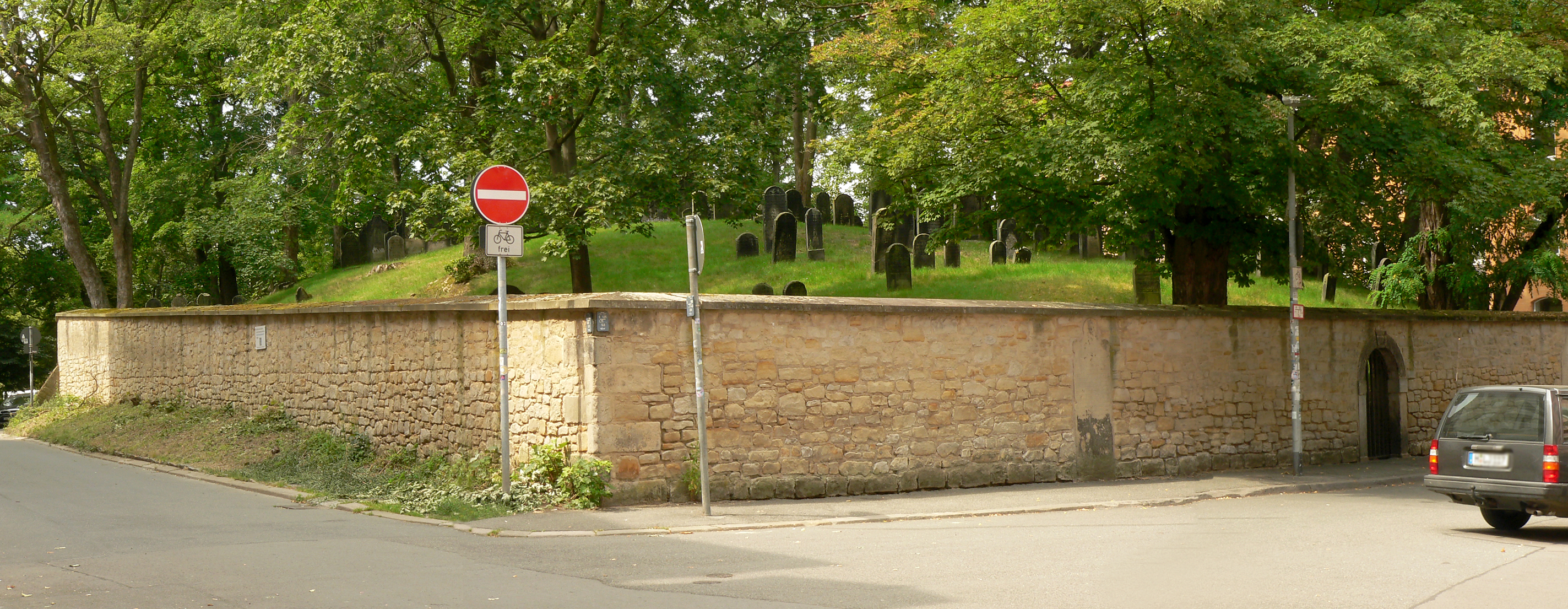
Friedhofsmauer
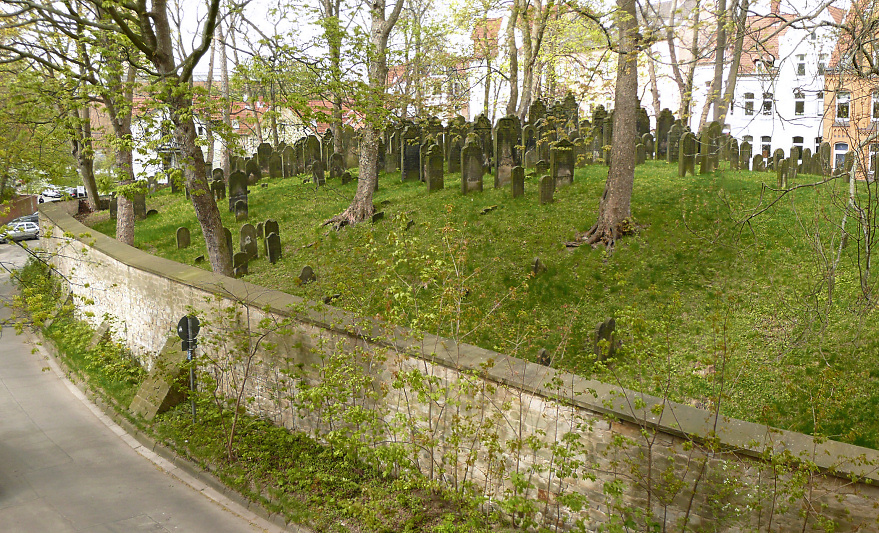
Blick von oben auf den Friedhof
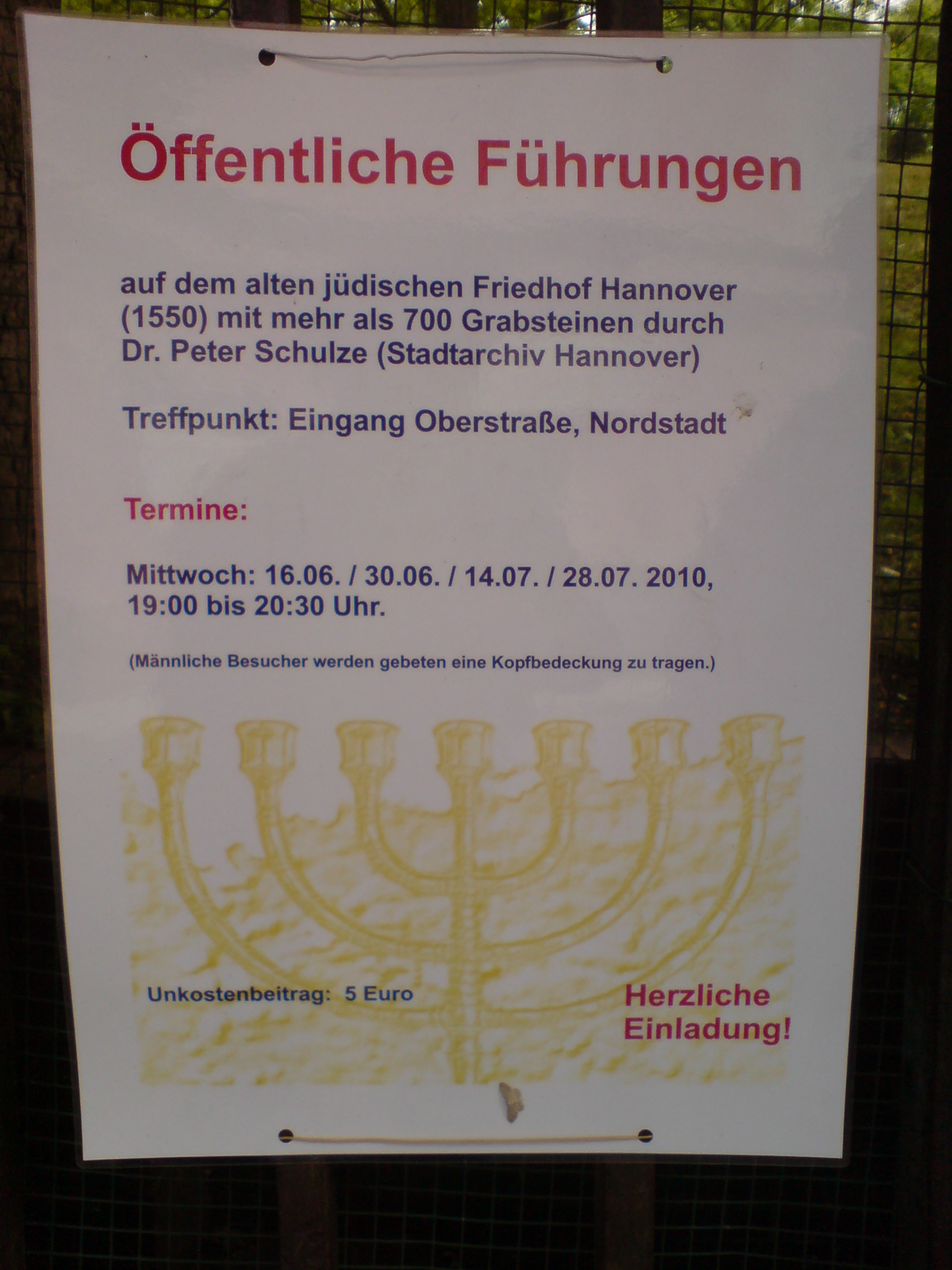
Führungen im Juni/Juli 2010 durch Peter Schulze

## Grabmäler (Auswahl)
- Simon Wolf Oppenheimer (Simon Wolf Oppenheim; um 1650–1727), Hofjude, Bankier und Finanzier der Welfen, Grabnummer 186
- Marcus Adler (gestorben 1834), 30 Jahre Landrabbiner (Nr. 397, modellierte und gespreizte Hände als Symbol des aaronitischen Segens auf dem Grabstein). Sein Sohn Nathan Marcus Adler (1803–1890) war sein ordentlich gewählter Nachfolger (1830–1845)
- Leffmann Behrens (1634–1714), Hof- und Kammeragent von Herzog Johann Friedrich, Förderer der Jüdischen Gemeinde, 2. Ehemann von Jente Hameln (um 1623–1695) (s. u.) (Nr. 159)
- Michael David (gestorben 1758), stammte aus Halberstadt, wurde Mitarbeiter in der Firma von Leffmann Behrens. Er erhielt 1713 das Patent des Hof- und Kammeragenten in Hannover. 1714, nach dem Tode Leffmann Behrens’ und dem Bankrott von dessen Firma, rettete Michael David die gefährdete Gemeindesynagoge, indem er sie kaufte und der Gemeinde übergab (Nr. 248)
- Moses Alexander Michael David, *Hannover um 1702 †ebd. 27. April 1741 ⚭ Bune Goldschmid † 23. Mai 1756 (Nr. 36)
- David Michael David, Bankier in Hannover *Hannover um 1703 †ebd. 30. Januar 1766 (Nr. 247)⚭ 1. 	Serle Elke Bösig, * 26. Oktober 1745 (Nr. 238)
- Meyer Michael David, Königl. Hof- und Kammeragent, Bankier in Hannover *Hannover 10.1714 †ebd. 27. Juli 1799 (Nr. 248)
- Salomon Michael David Kurf. Braunschweig-Lüneburgscher Kriegsagent *Hannover ca. 1718/24 †ebd. 20. März 1791, (Nr. 241), ⚭ 2. Bella Abraham David †Hannover 8. August 1750 (Nr. 224), ⚭ 3. Vögelschen Meir [Minden]; † Kopenhagen 7. September 1794 (Nr. 246)
- Simon Alexander Michael David; † Hannover 9. November 1803 (Nr. 245) ⚭Rahel Edel Kann †Hannover 17. November 1774 (Nr. 225)
- Salman Gans aus Hameln (gestorben 1654), 1. Ehemann von Jente Hameln (s. u.), Vorfahr von Heinrich Heine (Ururururgroßvater!), und Sohn Seligmann, ältester Grabstein (Nr. 11)
- Lewin Goldschmidt (gestorben 1706), in seinem Haus in der Calenberger Neustadt wurde 1688 die erste Synagoge eingerichtet
- Jente Hameln (um 1623–1695), in 1. Ehe verheiratet mit Salman Gans (s. o.), in 2. Ehe mit Leffmann Behrens (s. o.), die Ururururgroßmutter von Heinrich Heine; Schwägerin der Memoirenschreiberin Glikl bas Judah Leib (auch Glückel von Hameln) (1645–1724) (Nr. 160)[4]
- Heimann Heine (Chaim Bückeburg) (gestorben 1780), Großvater Heinrich Heines (Nr. 304)
- Simon David Heine (Bückeburg) (gest. 1744), Urgroßvater Heinrich Heines (Nr. 305)
- Marcus Jacob Marx (gestorben 1789), Hofmedicus[5]
- Adolph Meyer (1807–1866), Bankier, Begründer der Mechanischen Weberei und der Baumwoll-Spinnerei und -Weberei in Hannover Linden, und Fanny Meyer, geb. Königswarter (1804–1861), jüngster Grabstein auf dem Friedhof (Doppelgrab Nr. 17a und 08)
- Ephraim Meyer (1779–1849), Geldwechsler und unter anderem Vorstandsmitglied im Wohltätigkeitsverein[6]
- Rafael Levi (1685–1779), Mathematiker und Astronom, letzter Schüler von Gottfried Wilhelm Leibniz (Nr. 307)

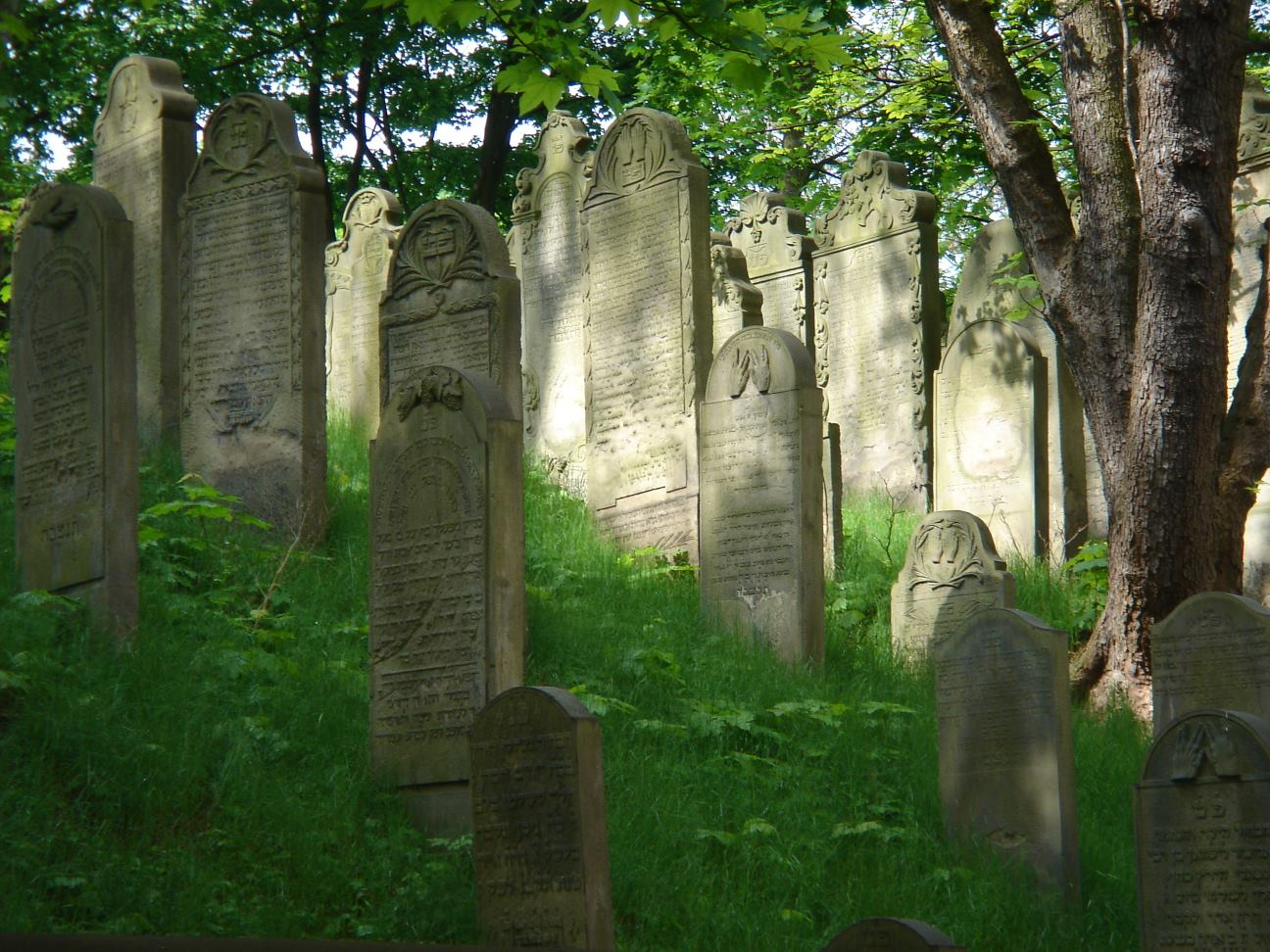
Blick von der Oberstraße aus
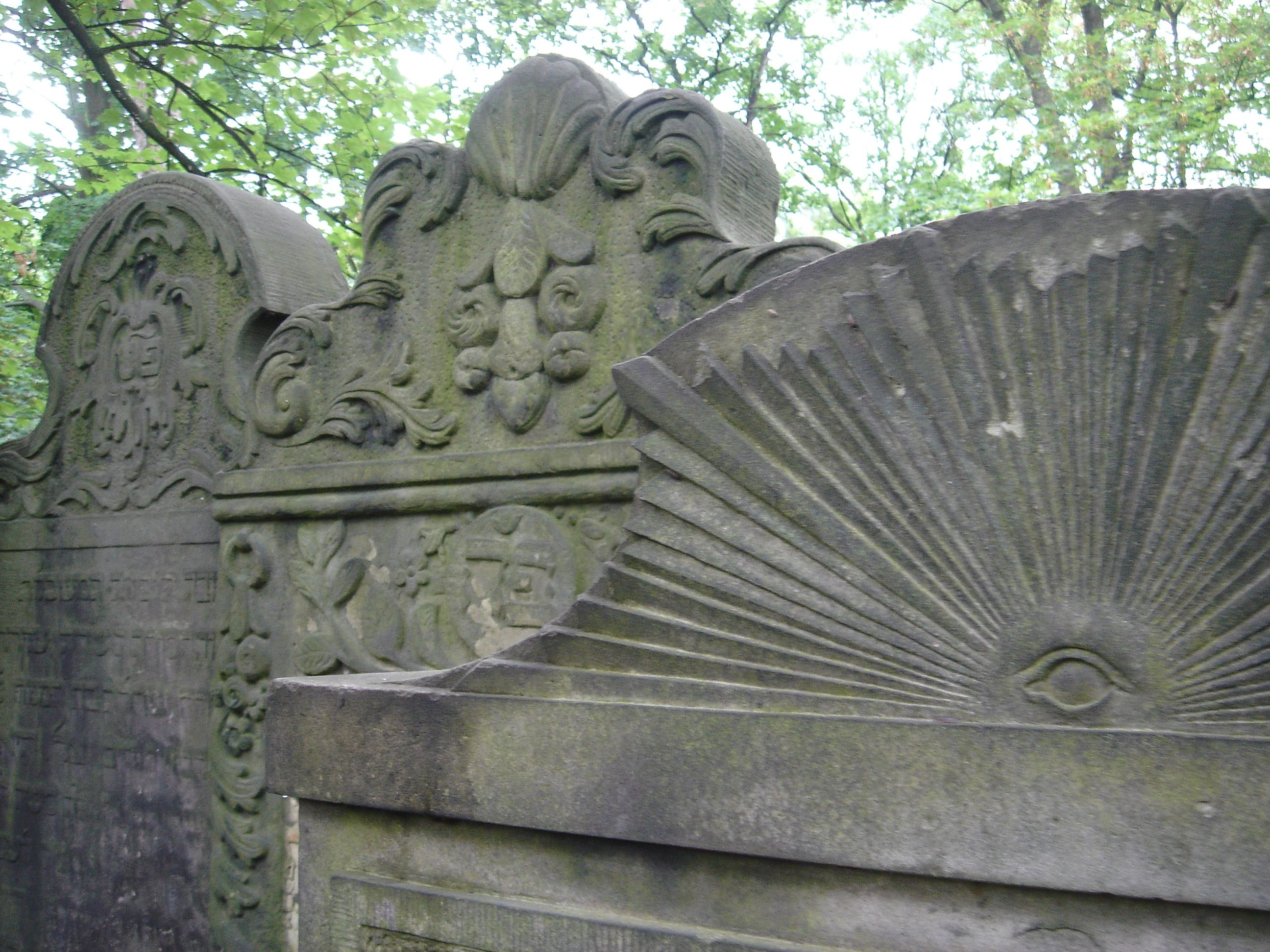
Detail Grabsteine
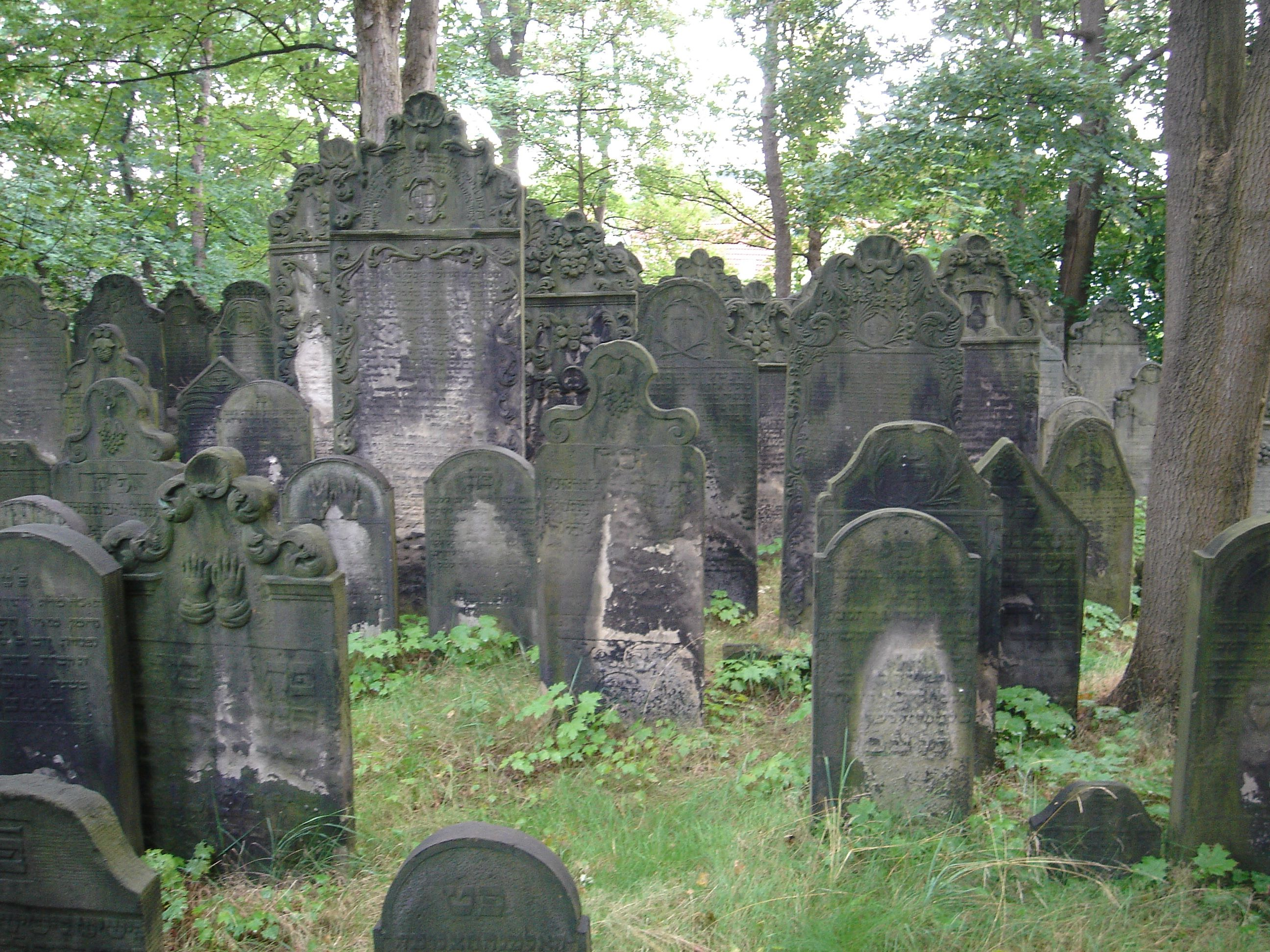
Grabsteine
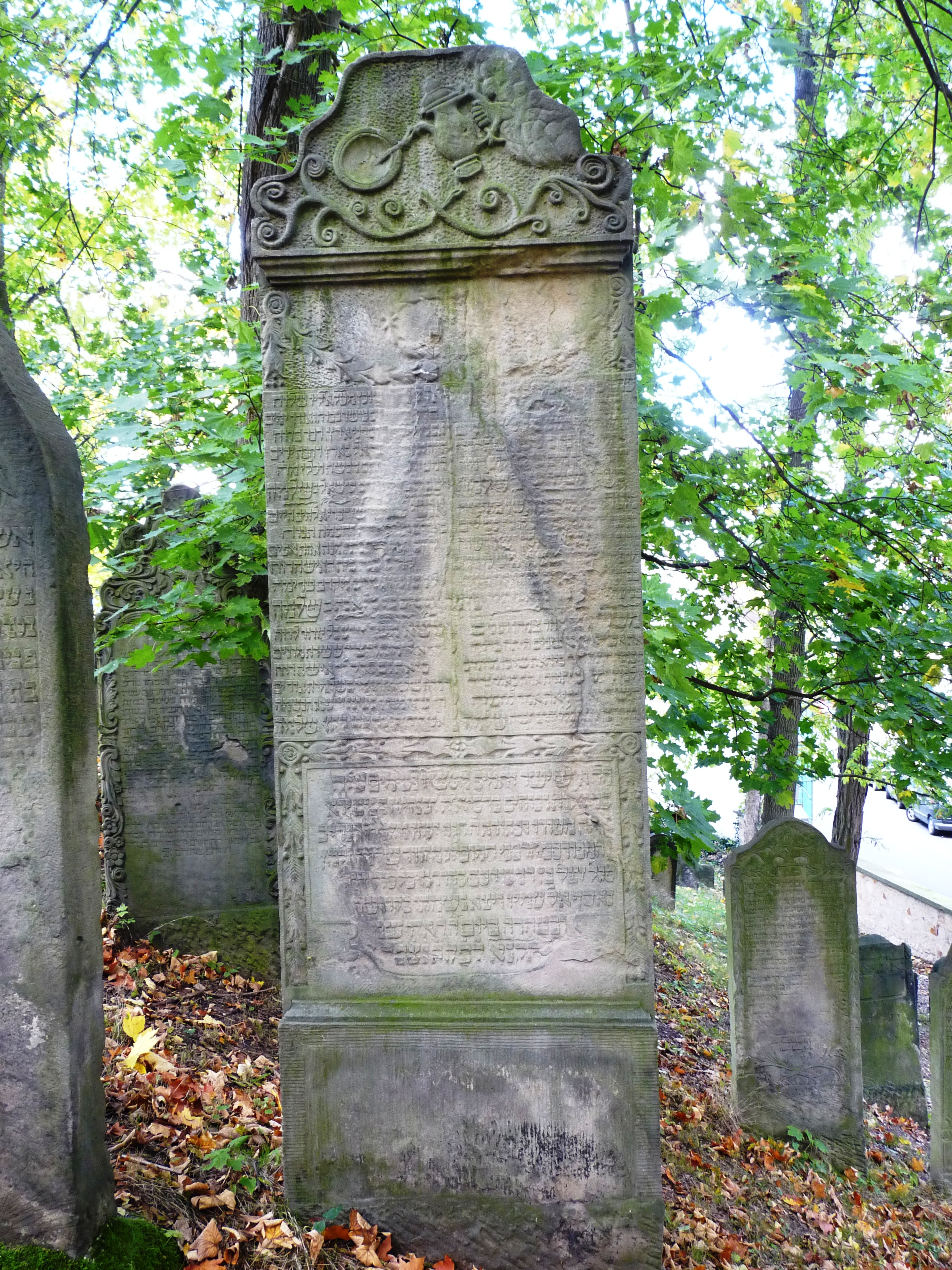
Salomon Michael Davids Grab auf dem jüdischen Friedhof Oberstrasse